# 朋友界限
《朋友界限》（又譯朋友界線、朋友圈），為泰國One 31與LINE TV於2018年11月11日起播出的愛情電視劇，由Pearwah、Lee、Singto、Plustor、Nat、Namtan、Ter、Best及Aye主演。
此劇由GMMTV與製作公司Trasher Bangkok合作拍攝，在2018年2月GMMTV的「Series X」活動上公開先導預告片。其後，此劇於2018年11月在One 31電視台及LINE TV首播，翌年2月終映。
2020年9月，此劇的第二季《朋友界限2：危險領域》於泰國開始播映。

## 劇情簡介
此劇描述四對情侶在維持相愛過程中遇到的重重困難和轉折，包括彼此之間互相背叛、出軌、對事情的不同想法等，以致四對情侶都面臨關係生變的困境。女生Boyo因為男性朋友Stud而失業，最終令Boyo、Boom和Stud三人拆夥，不再一同租屋。Boyo其後與新來的房友Good一夜情，但兩人卻維持著曖昧不清的關係。Stud被趕出屋子後，輾轉到了同性戀好友Earth和Earth的男友Sam的屋子裡同居，但Stud這時開始對好友的男朋友Sam有好感。

## 演員陣容
註：括號內的演員姓名為小名。

### 主要人物
- 妮查潘·查采芃納（Pearwah）飾演 Boyo

出生於孔敬府，現在曼谷生活，沒有認真規劃人生的女子，與Good有著曖昧不清的關係。
- 塔納·羅坤宋巴（Lee）飾演 Good

Cable的學弟，自由藝術家，喜愛沒有拘束的自由單身生活。
- 提娜麗·維拉瓦諾丹（Namtan）飾演 Boom

Tor的女友，Boyo和Earth最親密的朋友，對無能的男友有著無限的容忍。
- 納塔西特·科蒂馬努瓦尼（Best）飾演 Tor

Boom的男友，經營服裝店度日，有著成為饒舌歌手的夢想。
- 巴拉奇亞·魯洛（Singto）飾演 Earth

PR公司職員，Sam的男朋友，Stud的朋友，是一個個性誠實、觀念正派的好男人。
- 陂諾皮帕·帕塔納汕他儂（Plustor）飾演 Stud

Earth的朋友兼同公司職員，經常與其他男人一夜情，實際上內心很寂寞，大學一年級時曾向Earth示愛。
- 纳特·萨克达通（英语：Nat Sakdatorn）（Nat）飾演 Sam

醫生，Earth的男朋友，兩人已相愛四年，經常因為工作繁忙無法與Earth見面。
- 莎楠查娜·阿芘莎麦蒙空（Aye）飾演 Amm

Boyo、Boom的學姐，Cable的女友，對男朋友沒有責任感感到煩惱。
- Ratthanant Janyajirawong（Ter）飾演 Cable

大學藝術科兼職講師，Amm的男友。

### 其他人物
- 韋阿·森恩（Joss）飾演 Safe

Boyo的前男友。
- 柴波爾·賈特馬特（AJ）飾演 Ta

Earth公司的實習生，對Stud有好感。
- Tosatid Darnkhuntod（Ten）飾演 Arm

- 蘇緹帕·空娜迪（Noon）飾演 Ploypink

- 瓦查拉·蘇克丘姆（Jennie）飾演 Satang

- 娜特慧蘭·塔美（英语：Natthaweeranuch Thongmee）（Ja）飾演 Pun

- Phakjira Kanrattanasoot（Nanan）飾演 Eve

Claire的姐姐。
- 娜帕誦·薇拉尤蒂萊（Puimek）飾演 Claire

Good的前女友。
- Nilubon Amonwitthawat（Pattai）

Boyo的媽媽。

### 客串出演
- 普拉克·帕尼（Zee） 饰演 Captain

## 劇集迴響

### 泰國電視收視
GMMTV在2019年10月的「New & Next」活動上指出，本劇平均收視率為0.707%，最高收視率為0.766%。

## 外部連結
- GMMTV官方網站 （页面存档备份，存于）（泰文）
- MyDramaList 劇集介紹及劇評 （页面存档备份，存于）（英文）
- 豆瓣劇集介紹 （页面存档备份，存于）（中文）